# Bridgewater (Vermont)
Bridgewater ist eine Town im Windsor County des Bundesstaates Vermont in den Vereinigten Staaten mit 903 Einwohnern (laut Volkszählung von 2020).

## Geografie

### Geografische Lage
Der Ort liegt im westlichen Bereich des Windsor Countys, in den östlichen Ausläufern der Green Mountains. Das Gelände ist hügelig. Einige kleinere Flüsse durchfließen die Town und im südlichen Bereich verläuft der U.S. Highway 4 von Woodstock im Osten nach Killington im Westen. Der Highway 4 folgt dem Verlauf des Ottauquechee Rivers.

### Nachbargemeinden
Alle Entfernungen sind als Luftlinien zwischen den offiziellen Koordinaten der Orte aus der Volkszählung 2010 angegeben.
- Norden: Barnard, 6,6 km
- Nordosten: Pomfret, 19,9 km
- Osten: Woodstock, 15,8 km
- Südosten: Reading, 11,1 km
- Süden: Plymouth, 4,7 km
- Westen: Killington, 10,5 km
- Nordwesten: Stockbridge, 8,7 km

### Stadtgliederung
Auf dem Gebiet der Town befinden sich die Hamlets Bridgewater Village, Bridgewater Corners, West Bridgewater und Bridgewater Center, welches ursprünglich als Briggs bekannt war.

### Klima
Die mittlere Durchschnittstemperatur in Bridgewater liegt zwischen −8,3 °C (17 °F) im Januar und 20,0 °C (68 °F) im Juli. Damit ist der Ort gegenüber dem langjährigen Mittel Vermonts um etwa 2 Grad kühler. Die Schneefälle zwischen Oktober und Mai liegen mit deutlich mehr als zwei Metern (bei einem Spitzenwert im Januar von knapp 50 cm) ungefähr doppelt so hoch wie die mittlere Schneehöhe in den USA. Die tägliche Sonnenscheindauer liegt am unteren Rand des Wertespektrums der USA.

## Geschichte
Bridgewater wurde am 10. Juli 1761 als ein New Hampshire Grant gegründet. Eine Gruppe bestehend aus 61 Personen, unter ihnen der spätere erste Gouverneur von New Hampshire Meshech Weare erwarben den Grant. Benannt wurde die Town durch Benning Wentworth vermutlich nach Francis Egerton, 3. Duke of Bridgewater.
Erwerbsquellen der Bewohner der Town waren die Landwirtschaft und Produktion von Wirtschaftsgütern.

### Religionen

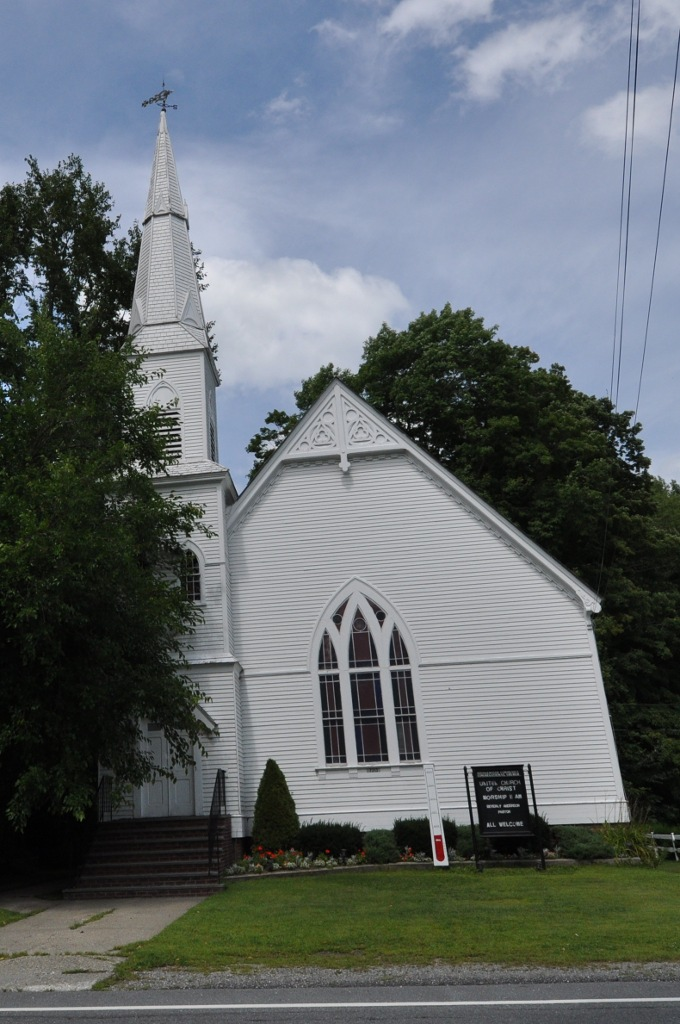
Kongregationale Kirche in Bridgewater

Es gibt in Bridgewater eine Kirche, die kongregationalistische Bridgewater Congregational Church.
Die erste Kirchengemeinde der kongregationalen Kirche wurde im Jahr 1793 gegründet. Die Kirche der Gemeinde wurde im Jahr 1828 gebaut. Eine Kirche der Universalist Church of America wurde im Jahr 1829 errichtet, jedoch brannte diese einige Jahre später ab. Zudem gibt es Gemeinden der Baptisten und Methodisten.

### Einwohnerentwicklung
| Volkszählungsergebnisse – Town of Bridgewater, Vermont | Volkszählungsergebnisse – Town of Bridgewater, Vermont | Volkszählungsergebnisse – Town of Bridgewater, Vermont | Volkszählungsergebnisse – Town of Bridgewater, Vermont | Volkszählungsergebnisse – Town of Bridgewater, Vermont | Volkszählungsergebnisse – Town of Bridgewater, Vermont | Volkszählungsergebnisse – Town of Bridgewater, Vermont | Volkszählungsergebnisse – Town of Bridgewater, Vermont | Volkszählungsergebnisse – Town of Bridgewater, Vermont | Volkszählungsergebnisse – Town of Bridgewater, Vermont | Volkszählungsergebnisse – Town of Bridgewater, Vermont |
| Jahr                                                   | 1700                                                   | 1710                                                   | 1720                                                   | 1730                                                   | 1740                                                   | 1750                                                   | 1760                                                   | 1770                                                   | 1780                                                   | 1790                                                   |
| ------------------------------------------------------ | ------------------------------------------------------ | ------------------------------------------------------ | ------------------------------------------------------ | ------------------------------------------------------ | ------------------------------------------------------ | ------------------------------------------------------ | ------------------------------------------------------ | ------------------------------------------------------ | ------------------------------------------------------ | ------------------------------------------------------ |
| Einwohner                                              |                                                        |                                                        |                                                        |                                                        |                                                        |                                                        |                                                        |                                                        |                                                        | 293                                                    |
| Jahr                                                   | 1800                                                   | 1810                                                   | 1820                                                   | 1830                                                   | 1840                                                   | 1850                                                   | 1860                                                   | 1870                                                   | 1880                                                   | 1890                                                   |
| Einwohner                                              | 781                                                    | 1125                                                   | 1125                                                   | 1311                                                   | 1363                                                   | 1311                                                   | 1292                                                   | 1141                                                   | 1084                                                   | 1124                                                   |
| Jahr                                                   | 1900                                                   | 1910                                                   | 1920                                                   | 1930                                                   | 1940                                                   | 1950                                                   | 1960                                                   | 1970                                                   | 1980                                                   | 1990                                                   |
| Einwohner                                              | 972                                                    | 874                                                    | 808                                                    | 741                                                    | 895                                                    | 903                                                    | 776                                                    | 783                                                    | 867                                                    | 895                                                    |
| Jahr                                                   | 2000                                                   | 2010                                                   | 2020                                                   | 2030                                                   | 2040                                                   | 2050                                                   | 2060                                                   | 2070                                                   | 2080                                                   | 2090                                                   |
| Einwohner                                              | 980                                                    | 936                                                    | 903                                                    |                                                        |                                                        |                                                        |                                                        |                                                        |                                                        |                                                        |

## Wirtschaft und Infrastruktur

### Verkehr
Wichtigster Verkehrsweg in Bridgewater ist der von Osten nach Westen verlaufende U.S. Highway 4 von Woodstock im Osten nach Killington im Westen. Nächstgelegene Bahnstationen mit Personenverkehr sind in Killington und Rutland zu finden.

### Öffentliche Einrichtungen
Das Rutland Regional Medical Center in Rutland ist das nächstgelegene Krankenhaus für Bridgewater.
In Bridgewater gibt sich keine öffentliche Bibliothek, die nächstgelegenen befinden sich in Woodstock und Killington.
Es gibt 12 Friedhöfe in Bridgewater 9 kommunale und 3 private, die sich auf privatem Besitz befinden.

### Bildung
Die Bridgewater Village School wurde im März 2015 mit der Elementary School von Pomfret zusammengelegt. Die neue Schule heißt nun The Prosper Valley School und befindet sich in Pomfret. Sie hat Klassen von Pre-Kindergarten bis zur sechsten Klasse.
Bridgewater gehört zur Windsor Central Supervisory Union. Schülerinnen und Schüler der Oberstufe besuchen die Woodstock Union Middle School and High School. Die nächstgelegenen Colleges finden sich in Hanover, New Hampshire, Norwich und Middlebury, die nächste Universität in Plymouth, New Hampshire.

## Persönlichkeiten

### Söhne und Töchter der Stadt
- Hezekiah Bradley Smith (1816–1887), Erfinder und Politiker